# De Meester (Almere)
De Meester is een poppodium in Almere, opgericht in 2007. Het is een kernpodium met de zogenaamde C-Status. Het poppodium beschikt over een popzaal voor ca. 300 personen, een kleine zaal voor 100 personen en een oefenruimte.
Sinds de opening is er onder andere opgetreden door The Opposites, Leaf, Wouter Hamel, Heideroosjes, De Jeugd van Tegenwoordig, Steve Rachmad, Joost van Bellen, Intwine, Beatnuts, Opgezwolle en New Cool Collective.